# Вопросительное местоимение
Вопроси́тельное местоиме́ние (лат. pronomina interrogativa, англ. interrogative pronouns, также interrogative words) — класс местоимений, которые означают, что говорящий не в состоянии идентифицировать объект или его свойства и побуждает слушающего помочь ему осуществить эту идентификацию («кто?», «что?», «какой?», «который?» и другие). Иногда вопросительные местоимения объединяют с относительными в разряд вопросительно-относительных местоимений. Это связано с тем, что одни и те же местоимения используются для выражения прямого и косвенного вопросов.

## Основные категории вопросительных местоимений и их особенности
Вопросительные местоимения можно разбить на такие семантические категории, как Лицо, Предмет, Посессор, Инструмент, Место, Качество, Количество, Время, Образ действия, Причина и другие. Семантическая категория соответствует категории слова, к которому отсылает вопросительное местоимение. Не все категории обязательно представлены в любом языке. Часть может отсутствовать, часть -  объединяться в более крупную категорию, и тогда считается, что в языке более дробное противопоставление нерелевантно. Семантические категории в различных языках устроены по-разному, что связано с особенностями грамматики того или иного языка.

### КатегорииЛицоиПредмет
К этому классу относятся такие местоимения русского языка, как кто? что?.

#### Выражение одушевлённости
Противопоставление лицо vs. предмет — это противопоставление по одушевлённости. Такая оппозиция встречается почти повсеместно, даже в языках со слабо выраженным противопоставлением по одушевлённости. Считается, что следующее утверждение близко к универсальному: «Вопросительные местоимения демонстрируют дихотомию человек vs. не-человек или, в более редких случаях, одушевлённое vs. неодушевлённое». Однако существуют языки, в которых отсутствует данное противопоставление, например, в языках терена kuti 'кто/что?' и гуарекена iʃi 'кто/что?' 
С другой стороны, возможно представить категорию одушевленности более дробно, как, например в языке юте. В разных источниках приводится разный анализ системы вопросительных местоимений категории Лицо/Предмет этого языка:
- Сепир: человек vs. животное vs предмет
- Гивон: одушевлённое существо vs. нереферентный объект vs. предмет (< место).

#### Выражение числа
В некоторых языках возможно различение в местоимении кто? единственного и множественного числа. Примерами таких языков являются финский (kuka? — ketkä? 'кто?' и mikä? — mitkä? 'что?') и турецкий (kim?? — kimler? 'кто?' и ne? — neler? 'что?').

#### Выражение рода
Существуют языки, различающие мужской и женский род в вопросительных местоимениях, относящихся к категории лица. Такое явление обнаружено, например, в тамильском языке (eval — 'кто? (о мужчинах)' и evan — 'кто? (о женщинах)') и хауса (wā̱nẹ̄  — 'кто? (о мужчинах)' и wā̱cẹ̄  — 'кто? (о женщинах)']).

#### Выражение вежливости
В некоторых языках возможно выразить вежливость с помощью вопросительного местоимения. Так, в тамильском наряду с местоимениями 'кто?' для женщин и мужчин существует местоимение evar, общее для обоих родов, выражающее почтение к лицу, которое потенциально является объектом вопроса. В японском представлено несколько степеней вежливости: だれ дарэ 'кто (нейтрально)?' — どのかた доноката и どなた доната 'кто (вежливо)?' — どちらさま дотира-сама 'кто (еще более вежливо)?'.

### КатегорииПосессориИнструмент
В категорию Посессор попадают местоимения, указывающие на то, что некое лицо является обладателем определённого предмета, и говорящий хочет идентифицировать это лицо. В русском языке это местоимения чей? и кого? в предложениях типа 'Чья эта тетрадь?'.
В категорию Инструмент попадают местоимения, указывающие на то, что определённое действие было совершено с помощью неизвестного предмета, и говорящий хочет идентифицировать этот предмет. В русском языке это местоимение чем?.
В работе М. Сисоу по типологии вопросительных местоимений отмечается, что специальных форм для этих категорий не обнаружено: во всех рассмотренных языках они являются падежными формами от местоимений категорий Лицо и Предмет соответственно. Однако такому представлению не соответствует русское местоимение чей?, очевидным образом не связанное с местоимением кто?.

### КатегорияМесто
Кроме местоимения 'где?' во многих языках обнаруживаются другие местоимения категории Место, но в большинстве своём это слова со значением 'откуда?' и 'куда?'. Некоторые языки благодаря развитым системам локативных падежей различают несколько типов вопросительных местоимений места, например, лезгинский язык различает шесть таких местоимений:
| Местоимение    | Значение(англ.) | Значение                                | Падеж        |
| -------------- | --------------- | --------------------------------------- | ------------ |
| гьинаг /hinag/ | 'where'         | 'где?'                                  |              |
| гьиниз /hiniz/ | 'where to'      | 'куда?'                                 | (Датив)      |
| гьинин /hinin/ | 'where of'      | 'относящийся к какому пространству?'    | (Генитив)    |
| гьинай /hinaj/ | 'where from'    | 'откуда (изнутри)?'                     | (Элатив)     |
| гьина /hina/   | 'where at'      | 'где (в некоторой точке пространства)?' | (Адессив)    |
| гьинал /hinal/ | 'where on'      | 'где (на верхней поверхности)?'         | (Суперэссив) |
| гьинра /hinra/ | 'where in'      | 'где (внутри)?'                         | (Инессив)    |

### КатегорияВремя
К местоимениям этой категории относится рус. когда.
В языке может быть несколько местоимений категории Время, однако это встречается довольно редко и число таких местоимений невелико. Например, язык тувалу:
```
 aafea  'когда'
 anafea 'когда (в прошлом)'
 maafea 'когда (в настоящем)'
```

### КатегорияКоличество
В русском языке к этому классу относится местоимение 'сколько?'.
В рамках категории Количество в некоторых языках существует различие между конкретными и вещественными существительными, отражаемое в вопросительных местоимениях, как, например в английском how many и how much, образованных на базе местоимения how категории Образ действия. Однако есть и языки, в которых такие местоимения морфологически не связаны:
| Язык        | С конкретными именами | С вещественными именами |
| ----------- | --------------------- | ----------------------- |
| Тагальский  | ilan                  | gaano                   |
| Тамильский  | ettanai               | evvalavu                |
| Вьетнамский | mây                   | bao nhiêu               |

### КатегорияОбраз действия
В русском языке к данной категории относятся местоимение 'как?' и вопросительные обороты 'в какой мере/степени?', 'каким образом?'.
Встречаются языки, в которых для выражения способа действия и меры/степени используются разные местоимения. Например, в тайском:
```
kin yaŋŋay
eat how
'Как ты ешь это?'

```

```
nàk   thâwrày
heavy how.much
'Насколько это тяжело?'

```

Данное противопоставление пока слабо изучено, однако представляется, что существует тесная связь между категориями Мера/Степень и Количество:
| Язык        | Способ действия | Мера/степень                         |
| ----------- | --------------- | ------------------------------------ |
| Тайский     | yaŋŋay          | mâak khέε nǎy thâwrày (= количество) |
| Майбрат     | fiye            | tiya (= количество)                  |
| Тагальский  | paano           | gaano(= количество)                  |
| Датский     | hvordan         | hvor(= количество)                   |
| Вьетнамский | thế nào         | như thế nào (= количество)           |

### КатегорияКачество
Из местоимений русского языка в данный класс попадает вопросительный оборот 'что [это] за?' и вопросительное местоимение 'какой?' в определённых контекстах.
Местоимения данной категории традиционно образуются из других вопросительных слов (англ. what kind of, нем. was für ein). Исключение составляют латинский язык с местоимением qualis и язык ватаман с gungarrma, которое при переводе часто передаётся вопросительными местоимениями категорий Количество и Способ:
```
gungarrma madin
what.kind word.ABS
'Что это за слово?'

```

### Глагольные вопросительные местоимения
Малоизвестным лингвистическим феноменом является способность вопросительных местоимений в некоторых языках выражаться глаголом. Например, в языке типай представлены различные вопросительные местоимения maayiich 'что?', mawi 'что делать?' и che*i 'что говорить?':
```
maayiich-pe-m  gaayiin aakatt-chu
what-DEM-INSTR chicken cut-Q
'Что он использовал для разрезания цыплёнка?'

```

```
me-ny-chaakeet-pu  ma<m>wi-a
2-ALIEN-jacket-DEM <2>do.what-Q
'Что ты сделал со своей курткой?'

```

```
puu      keyaw  che*<w>i    t*waaniw-a
that.one behalf <3>say.what be.together-Q
'Что они сказали от его имени?'

```

В языке лавукалеве различаются вопросительные местоимения ria 'где?' и vasia 'быть где?':
```
le  inu ria   ngoa me-m     inu
but 2SG where stay HAB-SG.M 2SG
'Но где ты живёшь?'

```

```
b. me-kalam vasia-m
2PL-father  be.where-SG.M
'Где [находится] ваш отец?'

```

В русском языке к данной категории можно отнести вопросительный предикатив каково́?: 'Каково быть многодетной матерью?'.

## Формальные особенности и словообразовательные типы
В вопросительных местоимениях часто обнаруживаются одинаковые формальные элементы, как, например, в английском: who, what, why. Однако это не является универсалией, и найти такие примеры за пределами индоевропейских языков сложно. В основном же вопросительные местоимения образуются от разных основ, как, например, в языке ватаман:
```
yinggiya    'кто?' 
ngamanda    'что?' 
guda        'где?' 
nyangurlang 'когда?' 
gungarrma   'что за?', 'как?', 'сколько?'
```

Существуют определённые закономерности деривации вопросительных местоимений в языке. Так, местоимения категории Лицо почти никогда не образуются из местоимений другой категории (исключения: юте, гуарекена и др.). Также специальное местоимение почти всегда используется для категории Место (исключения: пирахан, макуши и др.). Местоимения категории Причина в большинстве случаев образуются от местоимений категории Предмет, но есть и случаи и образования от категорий Способ и Место. Возможности деривации вопросительных местоимений одной категории из вопросительных местоимений другой можно видеть на рисунке.

## Позиция в предложении
По данным Всемирного атласа языковых структур, существует две распространённые модели того, как располагаются вопросительные обороты (вопросительное слово с предлогом и/или зависимыми) в предложении. В одних языках вопросительный оборот обязательно располагается в начале предложения. Таких языков в выборке Атласа насчитывается 264. Например, англ. Where you are living? и рус. аналог ‘Где ты живёшь?’. В английском и русском возможно поместить вопросительное местоимение не в начало, но такой порядок слов будет маркированным. Он используется в двух случаях:
в эхо-вопросах, когда говорящий выражает удивление или недоверие к чему-то, что он услышал: 

```
  You are living where?!
 ‘Ты живешь где?!‘

```

в вопросах учителей к ученикам:
```
   Napoleon died in what year?
  'Наполеон умер в каком году?'

```

В других языках вопросительные местоимения не обязательно стоят в начале предложения. Таких языков в выборке оказалось 615. В этом случае они чаще всего встречаются in situ, то есть в той позиции, в которой они стояли бы в соответствующем невопросительном предложении, например, ланго (порядок слов SVO):
```
  òkélò ò-nɛ̀nò       ŋà
  Okelo 3sg-see.perf who 
  'Кого видел Окело?' 
```

Также существуют языки со смешанной системой, когда для некоторых вопросительных предложений вопросительное местоимение должно обязательно располагаться в начале, а для некоторых - нет. Таких языков насчитывается 23.

## Количество вопросительных местоимений
Вопросительные местоимения встречаются во всех языках мира. Однако их количество заметно варьируется от языка к языку. Так, в языке может быть только одно слово, используемое для выражения вопросов всех типов. Такой структурой обладает язык апурукаяли: слово tsika (в некоторых работах tshika) является универсальным вопросительным словом, конкретное вопросительное значение определяется с помощью добавления лёгкого глагола. Примеры:
```
tsika i-tim-i-ka     iri-_ta
WH    3MASC-be-TAM-Q 3MASC-there
‘Кто он?’

```

```
tsika o-pait-a-ka     h-a-ake-ri
WH    3FEM-name-TAM-Q 3MASC-take-TAM-REL
'Что он взял?’

```

```
tsika p-a-ake-ro-ka
WH    2-get-TAM-3FEM-Q
‘Где ты взял это (жен)?’

```

В то же время в языке может быть достаточно большое количество вопросительных местоимений. Это связано с морфологическими особенностями языка. Так, в немецком языке много вопросительных местоимений, образованных по схеме wo+предлог: wofür — 'для чего', womit — 'с чем', woraus — 'из чего, откуда'. Как видно, на русский язык данные местоимения переводятся сочетанием вопросительного местоимения с предлогом. Однако не все сочетания wo+предлог разрешены в немецком *worohne, *worab, *wobis. Также могут быть более сложные схемы типа woher/ woraus + предлог: woherauf, wohinab.